# Kasima-szentély
A Kasima-szentély (鹿島神宮 Kasima-dzsingu) Japán Csendes-óceánra néző partvidékén található, a szentélyről elnevezett Kasima városban, Ibaraki prefektúrában, Tokiótól mintegy 150 kilométerre keleti irányban..

## Hagyománya
A neve – Kasimadzsingu – Szarvas-szigeti szentélyt jelent. Olvasható egy hagyomány, mely szerint egykor egy fehér szarvas volt itt megtalálható. A helyi sintó szerzetes elmondja, hogy a szarvasok, amelyek egykor a szentélyhez tartoztak, a narai szentélyek alapításakor átkerültek Narába, amely akkor japán főváros volt. Ma a szarvasok karámba kerítve élnek itt, a kasimai szent ligetben. Kasima szentély a 17 legjelentősebb japán sintó szentély közé tartozik. 

## Épületei
A belső szentély Tokugava Iejaszu 1605-ös, a főépület Tokugava Hidetada 1619-es, a díszkapu Tokugava Jorifusza 1634-es adománya.

## Lovasíjászat
Kasima városában, a szentélynél megrendezik évente a lovas-íjászati versenyt. Az eseményre május elsején kerül sor. A processzió is hasonló, mint amilyet a Kamigamo szentélynél rendeznek meg, ott május 15-én.

## A Kasima szentély múzeuma
A Kasima szentély múzeumában néhány különleges nemzeti ipartörténeti emlék is ki van állítva. Ezek egyike egy 2,71 méter hosszúságú, egyélű acélkard. 1300 évvel ezelőtt készítették, a hagyomány szerint. Neve: Fucu-no-Mitama-no-Curugi. Ez a legrégibb és leghosszabb kard Japánban. A másik érdekes tárgy egy lakkozott fanyereg, melyet Minamoto Joritomo, a Kamakura sógunátus alapító fejedelme adományozott a szentélynek a 12. században.

## Lásd még
- Kamigamo szentély
- Ana Hacsimangu szentély
- Izumo Taisa

## Külső hivatkozások
- A Kashima szentély japán honlapja
- Kashimajingu városának honlapja
- A Kashima szentélynél tartott lovasíjászat kisfilmje[halott link]
- Honlap több japán lovasíjászati ünnepről[halott link]
- Fényképes élménybeszámoló a Kashima szentélynél látott lovasíjászatról (yabusame) Archiválva 2010. október 20-i dátummal a Wayback Machine-ben